# فيليب سكوت
فيليب سكوت (بالإنجليزية: Philip Scott)‏ (14 نوفمبر 1974 ببيرث في المملكة المتحدة - ) هو لاعب كرة قدم بريطاني في مركز الوسط. شارك مع منتخب اسكتلندا تحت 21 سنة لكرة القدم. أما مع النوادي، فقد لعب مع سانت جونستون وشيفيلد وينزداي.

## وصلات خارجية
- فيليب سكوت على موقع قاعدة بيانات كرة القدم.إي يو (الإنجليزية)
- فيليب سكوت على موقع Soccerbase.com (لاعب) (الإنجليزية)
- فيليب سكوت على موقع عالم كرة القدم.نت (الإنجليزية)